# Liscia di Vacca
Liscia di Vacca è una frazione situata a nord di porto Cervo,  Sardegna settentrionale, nella regione storico-geografica della Gallura. Dista circa 15 chilometri da Arzachena, di cui fa amministrativamente parte.
Il centro ha una vocazione spiccatamente turistica, data la presenza di un elevato numero di alberghi, ville e villaggi turistici.